# لورنزو لوناردی
لورنزو لوناردی (انگلیسی: Lorenzo Lonardi؛ زادهٔ ۱۰ فوریهٔ ۱۹۹۹) بازیکن فوتبال اهل ایتالیا است.